# Soekdew Mungra
Johannes Soekdew/Sugdew Mungra (23 april 1907 – 29 september 1975) was een Surinaams handelaar en politicus van de Verenigde Hindoestaanse Partij (VHP).
Aan het begin van zijn loopbaan heeft hij gewerkt bij de praktizijn R.D. Simons, de luciferfabriek van Fernandes en bij C. Kersten & Co. Daarna begon hij voor zichzelf te handelen. Hij was ook filmexploitant en secretaris van Arya Pratinidhi Sabha Suriname (APSS). 
Bij de verkiezingen van 1951 werd hij verkozen tot lid van de Staten van Suriname. Vier jaar later werd hij herkozen.
Hij was directeur van het Mahatma Gandhi weeshuis dat was opgericht door APPS. Zelf was hij vader van meer dan vijftien kinderen.
Mungra overleed in 1975 op 68-jarige leeftijd.